# Катаріна Лінсбергер
Катаріна Лінсбергер (нім. Katharina Liensberger) — австрійська гірськолижниця, олімпійська чемпіонка та медалістка, дворазова чемпіонка світу, призерка світових першостей.  
Срібну олімпійську медаль Лінсбергер виборола на Пхьончханській олімпіаді 2018 року в командних змаганнях з паралельного слалому. 
Чемпіонкою світу Лінсбергер стала після перемоги в слаломі на світовій першості 2021 року в Кортіні-д'Ампеццо. На тому ж чемпіонаті вона  отримала другу золоту медаль за перемогу в паралельному гігантському слаломі та стала третьою в гігантському слаломі. 

## Виступи на Олімпійських іграх
| Рік  | Місце проведення          | СЛ | ГС | СГ | ШС | КМ | КЗ |
| ---- | ------------------------- | -- | -- | -- | -- | -- | -- |
| 2018 | Пхьончхан, Південна Корея | 8  | —  | —  | —  | —  | 2  |
| 2022 | Пекін, Китай              | 2  | 15 | —  | —  | —  | 1  |

## Виступи на чемпіонатах світу
| Рік  | Місце проведення          | СЛ | ГС | СГ | ШС | КМ | ПС  | КЗ |
| ---- | ------------------------- | -- | -- | -- | -- | -- | --- | -- |
| 2019 | Оре, Швеція               | 4  | 12 | —  | —  | —  | Н/Д | 2  |
| 2021 | Кортіна-д'Ампеццо, Італія | 1  | 3  | —  | —  | —  | 1   | 5  |

## Зовнішні посилання
- Досьє на сайті FIS [Архівовано 6 лютого 2018 у Wayback Machine.]

## Виноски
1. ↑  Olympedia — 2006.
2. ↑  Mixed team results